# Delahaye 145
Delahaye 145 är en tävlingsbil, tillverkad av den franska biltillverkaren Delahaye mellan 1937 och 1938.

## Bakgrund
De franska biltillverkarna hade dominerat bilsporten från första början, men i slutet av 1920-talet hade de blivit utkonkurrerade, först av de italienska tillverkarna och senare av de tyska silverpilarna. I mitten av 1930-talet hade fransmännen helt lämnat Grand Prix-racingen och fokuserade på långdistanstävlingar som Le Mans 24-timmars. När sedan en Alfa Romeo slog hastighetsrekord på den franska nationalarenan Autodrome de Linas-Montlhéry gick det den franska äran förnär. Internationella bilsportförbundet AIACR hade annonserat ett nytt motorreglemente inför säsongen 1938 och de franska myndigheterna satte upp ett pris på en miljon franc till den inhemska tillverkare som byggde en Grand Prix-bil enligt de nya reglerna och som tog tillbaka hastighetsrekordet på Montlhéry.

## Utveckling

### Type 145
Delahaye valde att bygga en bil som passade för både Grand Prix och sportvagnsracing med chassit baserad på Type 135. 1938 års reglemente begränsade slagvolymen till 4,5 liter för sugmotorer eller tre liter för överladdade motorer. Delahaye, som saknade konkurrenternas erfarenheter av kompressorladdning, byggde en V12-motor på 4,5 liter. För att reducera vikten användes lättmetaller i stor utsträckning. Motorn fick en udda ventilstyrning, med kamaxlar placerade högt upp i motorblocket som styrde ventilerna via korta stötstänger. Avgasventilerna på motorns utsida hade en kamaxel per cylinderrad, medan insugsventilerna styrdes av en gemensam kamaxel blockets centrum. Motorn hade tre förgasare och dubbeltändning. Den kopplades till en fyrväxlad Cotal-växellåda.
Under andra världskriget gömdes tävlingsbilarna undan för den tyska ockupationsmakten. Efter krigsslutet köpte karossbyggaren Henri Chapron två av dem, försåg dem med nya karosser och sålde dem som landsvägsvagnar.

### Type 155
Type 155 var en ensitsig formelbil som byggdes i ett exemplar 1938. Bilen hade De Dion-axel bak.

### Type 165

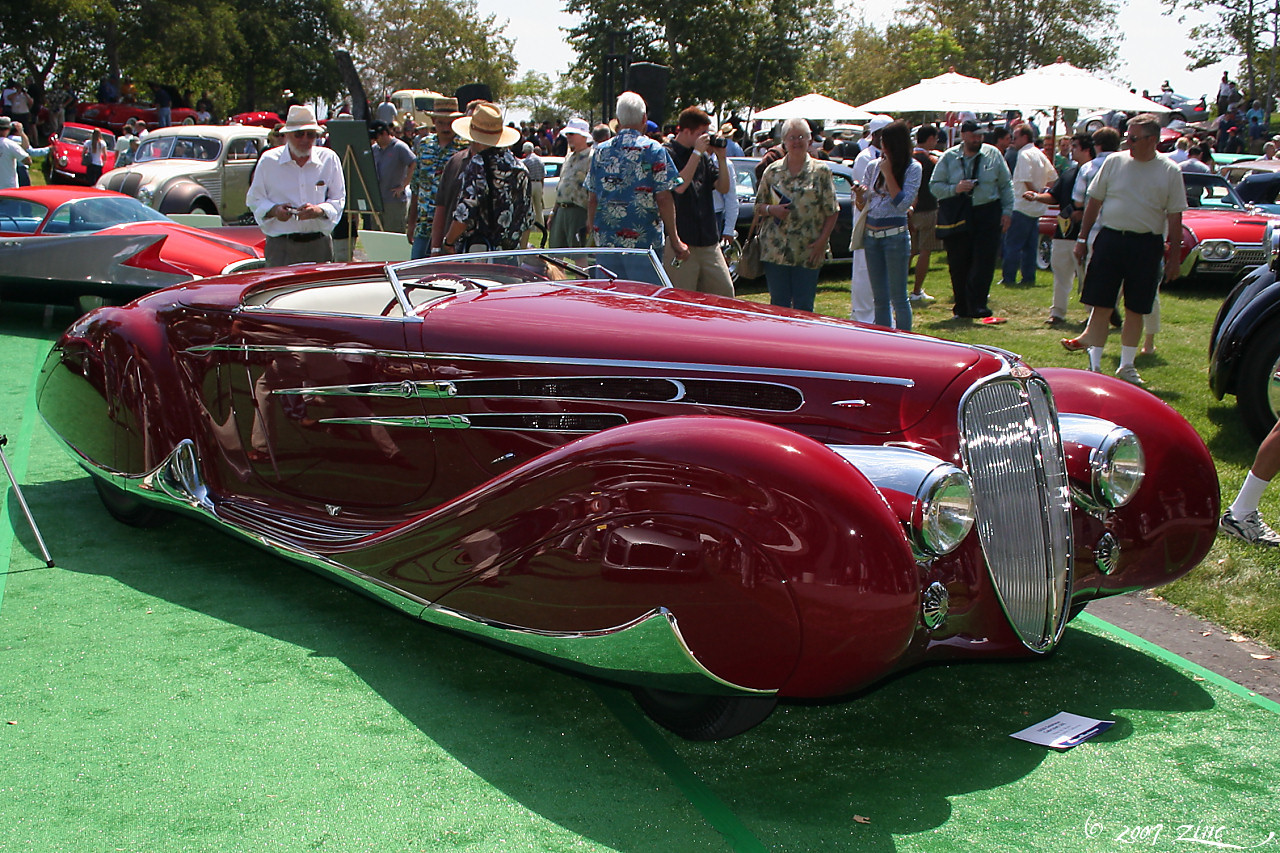
Delahaye Type 165

Delahaye byggde även en supersportbil kallad Type 165, baserad på tävlingsbilen. Dessa hade nedtrimmad motor med enkeltändning. Endast två exemplar byggdes under 1938, med karosser från Figoni et Falaschi. Bägge bilarna hamnade i USA redan före kriget.

## Tekniska data
| Tekniska data         | Type 145                                 |
| --------------------- | ---------------------------------------- |
| Motor:                | 12-cylindrig 60° V-motor                 |
| Cylindervolym:        | 4496 cm³                                 |
| Borrning x slaglängd: | 75,0 x 84,7 mm                           |
| Max effekt:           | 245 hk vid 5 500 v/min                   |
| Ventilstyrning:       | 3 kamaxlar, 2 ventiler per cylinder      |
| Förgasare:            | 3 st Stromberg                           |
| Växellåda:            | 4-växlad Cotal                           |
| Chassi & kaross:      | Rörram med aluminiumkaross               |
| Hjulupphängning fram: | Dubbla tvärlänkar, tvärgående bladfjäder |
| Hjulupphängning bak:  | Stel bakaxel, längsgående bladfjäder     |
| Bromsar:              | Hydrauliska trumbromsar                  |
| Hjulbas:              | 270 cm                                   |
| Torrvikt:             | 1100 kg                                  |
| Toppfart:             | 230 km/h                                 |

## Tävlingsresultat
Delahaye 145 debuterade i Prix du Million på Montlhéry 1937. René Dreyfus tog tillbaka hastighetsrekordet till Frankrike genom att köra sträckan 200 km med en snitthastighet på 146 km/h och vann därmed det uppsatta priset.
Nästa stora seger kom i Paus Grand Prix 1938, där Dreyfus blev nationalhjälte genom att besegra de tyska konkurrenterna i sina betydligt starkare bilar.
Delahaye anmälde två bilar till Le Mans 1938. Ingen av dem tog sig i mål, till skillnad från den äldre  och mer tillförlitliga Type 135 som vann loppet.